# Tesfalem Tekle
Tesfalem Tekle   (Asmara, 9 d'octubre de 1993) és un futbolista eritreu de la dècada de 2010.
Fou internacional amb la selecció de futbol d'Eritrea.
Pel que fa a clubs, destacà a FC Al Tahrir.